# Sabeer Bhatia
Sabeer Bhatia (Chandigarh, 30 de diciembre de 1968) es un informático indio, cofundador del correo electrónico Hotmail (1996).
Nació en la ciudad de Chandigarh (India), pero creció en Bangalore. Estudió en la escuela Bishop's School (en Pune) y después en la Saint Joseph's Boys' High School (una escuela jesuita en Bangalore). En septiembre de 1988, tras un breve paso por el Birla Institute of Technology and Science en Pilani (estado de Rayastán) consiguió una beca para el Instituto Tecnológico de California (en Estados Unidos), donde obtuvo una licenciatura (Bachelor in Science) en 1989.
Después continuó estudiando en la Universidad de Stanford, en Palo Alto (California) hasta recibir su maestría en Ingeniería eléctrica en 1993.
Después de graduarse, trabajó en el área de hardware de la empresa estadounidense Apple Computer.
Fue uno de los primeros empleados de Firepower Systems, donde desarrolló estaciones de trabajo basadas en PowerPC.
En diciembre de 1995, su amigo y compañero de trabajo en Apple, Jack Smith tuvo la idea de hacer un correo electrónico gratuito basado en un navegador web.
Entre ambos desarrollaron la idea y fundaron la empresa Hotmail ―en la que Bhatia era el director y Smith el «jefe tecnológico»―. El 4 de julio de 1996 lanzaron el correo electrónico Hotmail, el primero correo electrónico gratuito.
Hasta ese momento, cada persona que poseía una computadora personal tenía un correo electrónico, pero mediante el webmail (correo electrónico basado en la red y no en la propia computadora) podría acceder a su correo desde cualquier lugar del mundo.
El límite de almacenamiento gratuito era de 2 MB.
En diciembre de 1997 informaron que tenían más de 8,5 millones de suscriptores.
El 31 de diciembre de 1997, Bhatia vendió Hotmail a Microsoft por 400 millones de dólares estadounidenses.
A mediados de 1998, con 25 millones de cuentas activas de correo electrónico, la empresa estaba creando 125 000 usuarios nuevos cada día (unos 3,75 millones al mes).
Después Sabeer Bhatia fundó la empresa Arzoo! Inc, la cual tuvo que cerrar cuando «reventó» la burbuja de las empresas puntoCom.

## Premios
- "Entrepreneur del año", 1997. Entregado por la firma financiera Draper Fisher Jurvetson
- Nombrado entre la "Elite 100", de la lista de máximos visionarios en la Nueva Economía en la revista Upside.
- Acreedor del premio "TR100", presentado por MIT a los 100 jóvenes innovadores con expectativas de tener el mayor impacto en la tecnología en los próximos años.
- Seleccionado por la revista San Jose Mercury News and POV como uno de los 10 financieros con mayor éxito de 1998.
- Nombrado por TIME como una de las "People to Watch" (personas a tener en cuenta) en los Negocios Internacionales en el 2002.